# Mjärdevi, Mjölby kommun

Mjärdevi är en gård i Hogstads socken, Mjölby kommun, Östergötlands län. Gården bestod av 5 7⁄8 mantal.